# Conductismo radical
El conductismo radical es la filosofía de la ciencia que le da base al Análisis Experimental de la Conducta (AEC).
Al tratarse el conductismo radical de la filosofía de una ciencia, cumple con los principios filosóficos propios de todo paradigma de la ciencia, tales como el principio ontológico, determinista y epistemologico.
Desde el principio ontológico, toma una perspectiva materialista, partiendo de la idea de que la materia es lo único que existe realmente. Y hace un especial énfasis en el monismo, postura que se opone al dualismo, el cual propone la existencia de dos sustancias, una material y otra inmaterial que se rige por leyes diferentes de las físicas.
Respecto al principio determinista, el conductismo radical considera que, al igual que cualquier hecho material, el comportamiento está regido por ciertos principios o leyes. Y de forma más específica, toma un modelo causal seleccionista, aplicado tanto a los comportamientos innatos, seleccionados en la historia evolutiva de la especie, como el comportamiento del individuo, que es seleccionado en su historia individual.
En referencia al principio epistemologico, toma la filosofía de la historicidad khuneana como base para el estudio cientifico del comportamiento.
Además, el conductismo radical también tiene base en el pragmatismo, en la operacionalización conceptual, en el principio de parsimonia, y en filosofías más específicas como el antidescriptivismo.